# بيتر فينش
بيتر فينش (بالإنجليزية: Peter Finch)‏ (مواليد 28 سبتمبر 1916 - الوفاة 14 يناير 1977) هو ممثل أسترالي بدأ مسيرته الفنية عام 1934. كما أنه من الفائزين بجائزة بافتا وجوائز الأوسكار وجائزة غولدن غلوب.

## روابط خارجية
- بيتر فينش على موقع IMDb (الإنجليزية)
- بيتر فينش على موقع الموسوعة البريطانية (الإنجليزية)
- بيتر فينش على موقع مونزينجر (الألمانية)
- بيتر فينش على موقع ألو سيني (الفرنسية)
- بيتر فينش على موقع تيرنر كلاسيك موفيز (الإنجليزية)
- بيتر فينش على موقع أول موفي (الإنجليزية)
- بيتر فينش على موقع قاعدة بيانات الأفلام السويدية (السويدية)
- بيتر فينش على موقع إن إن دي بي (الإنجليزية)
- بيتر فينش على موقع ديسكوغز (الإنجليزية)
- بيتر فينش على موقع قاعدة بيانات الفيلم (الإنجليزية)